# Tunkel Nándor
Tunkel Nándor (1988. –) magyar bronzérmes paralimpiai erőemelő.

## Karrier
Részt vett a 2016-os Rio de Janeiroban megrendezett paralimpiai játékokon, ahol 49 kg-s kategóriában bronzérmet szerzett, megszerezve ezzel a magyar küldöttség első érmét a riói játékokon.

## Bírósági ügye
2017. februárjában alkalmanként 10 000 Ft fizetett szexért egy 15 és 16 éves lánynak, akikről meztelen fényképeket és videófelvételeket is találtak a számítógépén. A bíróság 1 év 4 hónap börtönbüntetéssel sújtotta, de mivel tettét megbánta és a hatóságokkal is végig együttműködő volt az eljárás során, az ítéletet 2 évre felfüggesztették.